# Nagy István (szuperintendens)
Nagy István (Bezi, 1729. május 2. – Szentlőrinc, 1812. április 19.) a Dunántúli evangélikus egyházkerület szuperintendense (azaz püspöke) 1796-tól haláláig.

## Élete
Tanult Győrött hat, Sopronban hét évig; 1750. május 8-án a wittenbergi egyetemre iratkozott be, ahol egyszersmind a magyar könyvtár őrzője volt; 1753-ban tért vissza hazájába és november 1-jén Nagyalásonyban szenteltetett pappá; 1756-ban Palotára, 1765-ben Szentlőrincre (Tolna megye) választatott papnak, ahol 1775-ben templomot építtetett. 1768-ban consenior, 1775-ben senior lett a tolnai egyházmegyében. 1786-ban a Dunántúli evangélikus egyházkerület superintendensévé választották, de ekkor ezt nem fogadta el, hanem 1791 szeptemberében mint a Tolna, Baranya és Somogy-vidéki ekklesiáknak főseniorja és küldöttje részt vett a pesti egyházi főgyűlésben. 1796. július 26-án újra superintendenssé választatott; ekkor elfogadta a kormány vezetését; ugyanezen évben Tolna vármegye táblabírája lett. Meghalt 1812. április 19-én Sárszentlőrincen. 1875. augusztus 13-án Sárszentlőrincen a templom felavatásának százéves ünnepét ülték meg; ekkor a tanuló ifjúság Nagy István jeltelen sírjára emlékkövet tétetett.

## Munkái
- Rambach János Jakabnak Ur Jesus Krisztusnak kin-szenvedéséről való elmélkedései a négy evangyelistáknak megegyező írások szerént. Hozzá adattak a megfeszített Ur Jesusnak hét utolsó szavairól való elmélkedései. Németből magyar nyelvre fordította. Pozsony, 1773. és 1790. Pozsony. Két kötet (Bevezetéssel Mossóczy Institoris Mihálytól.)
- Az Ur vacsorájához először készülőknek való tanítás. Melly rész szerint némelly régiekből szedegettetett és változtatva kiadattatott. Veszprém, 1800. (Kőszeg, 1839).